# Zosterops salvadorii
Zosterops salvadorii — вид воробьиных птиц из семейства белоглазковых (Zosteropidae). Иногда его считают отдельным видом, но согласно исследованию 2018 года таксон является подвидом Zosterops simplex.

## Распространение
Эндемики островов, лежащих к западу от Суматры, в том числе острова Энгано.

## Описание
Размер до 10 см. Голова и макушка оливково-зелёного цвета. Прозрачное белое кольцо под глазом прерывается спереди черноватым пятном. Горло, подхвостье и нечеткая полоса над серединой живота имеют лимонно-желтый цвет. Остальная часть нижней стороны светло-серая, брюшко почти белое, бока грязно-серые. Радужка красновато-коричневая или желтовато-коричневая. Клюв чёрный. Ноги свинцовые.